# Defensie Topsport Selectie
De Nederlandse Defensie Topsport Selectie was een team van topsporters van het Nederlandse leger. De selectie is als gevolg van bezuinigingen per 1 december 2012 opgeheven. Op het hoogtepunt in 2000 had het team 20 sporters.

## Voormalige sporters
| Naam                | Geboorteplaats   | Geboortedatum     | Defensie onderdeel | Rang                         | Sport     |
| ------------------- | ---------------- | ----------------- | ------------------ | ---------------------------- | --------- |
| Rea Lenders         | Groningen        | 29 december 1980  | Luchtmacht         | Sergeant                     | Turnen    |
| Bas Verwijlen       | Oss              | 1 oktober 1983    | Marechaussee       | Wachtmeester                 | Schermen  |
| Bram Som            | Terborg          | 20 februari 1980  | Landmacht          | Sergeant I                   | Atletiek  |
| Bryan van Dijk      | Amersfoort       | 8 februari 1981   | Landmacht          | Eerste-luitenant             | Judo      |
| Caimin Douglas      | Rosmalen         | 11 mei 1977       | Landmacht          | Eerste-luitenant             | Atletiek  |
| Daniëlle Vriezema   | Arnhem           | 25 maart 1977     | Landmacht          | Eerste-luitenant             | Judo      |
| Deborah Gravenstijn | Tholen           | 20 augustus 1974  | Luchtmacht         | Kapitein                     | Judo      |
| Dennis Bekkers      | 's-Hertogenbosch | 29 november 1980  | Luchtmacht         | Sergeant                     | Taekwondo |
| Dick Boschman       | Elburg           | 10 oktober 1974   | Landmacht          | Sergeant I                   | Schieten  |
| Ferry Greevink      | Venray           | 24 mei 1981       | Landmacht          | Eerste-luitenant             | Taekwondo |
| Gregory Sedoc       | Amsterdam        | 16 oktober 1981   | Landmacht          | Sergeant                     | Atletiek  |
| Guillaume Elmont    | Rotterdam        | 10 augustus 1981  | Luchtmacht         | Kapitein                     | Judo      |
| Hüsnü Koçabas       | 's-Hertogenbosch | 16 juni 1979      | Marechaussee       | Wachtmeester I               | Boksen    |
| Marjolein de Jong   | Tilburg          | 12 juni 1981      | Landmacht          | Kapitein                     | Atletiek  |
| Mark Huizinga       | Vlaardingen      | 10 september 1973 | Luchtmacht         | Kapitein                     | Judo      |
| Sonja Tol           | Ede              | 16 november 1972  | Marine             | Luitenant-ter-zee 2de klasse | Schermen  |
| Rolf van der Velde  | Zuidlaren        | 17 augustus 1976  | Landmacht          | Sergeant I                   | Schieten  |
| Yuri van Gelder     | Waalwijk         | 20 april 1983     | Landmacht          | Sergeant                     | Turnen    |